# Satet
Satet ali Satis (egipčansko Sṯt ali Sṯı͗t), znana tudi pod številnimi sorodnimi imeni, je bila boginja Gornjega Egipta, ki je bila skupaj s Hnumom in Anukret del Elefantinske triade. Bila je zaščitnica južne egipčanske meje z Nubijo, potem pa je postala poosebljenje letnih poplav Nila in boginja vojne, lova in plodnosti.
Včasih so jo povezovali z Izido in Sopdet, boginjo svetle zvezde Sirij, ki so jo imeli za znanilko začetka Nilovih poplav. V ptolemajskem obdobju so jo primerjali z grškima boginjama Hero in Junono.

## Imena
Natančna izgovarjava njenega imena ni zanesljiva, ker se v hieroglifski pisavi do zelo poznega obdobja samoglasniki niso pisali. Možnih je več oblik njenega imena: Setis, Sati, Seter, Satet, Satit in Sathit. V egipčanščini zlog sṯ  pomeni izvreči ali izmetati, zato bi se njeno ime lahko prevedlo kot »Ona, ki strelja« ali »Ona, ki naliva«, odvisno od tega, katero od njenih vlog bi želeli poudariti.
Njeno ime se je prvotno pisalo s hieroglifom za ramenski vozel na lanenem oblačilu (S29),  katerega so kasneje zamenjali z Anuketino živalsko kožo, prebodeno s puščico (F29).  Imenovali so jo tudi »Gospodarica Elefantine«   in »Ona, ki teče kot puščica«, pri čemer so imeli v mislih hiter tok reke.

### Ime v hieroglifih
- | s | V13 | i | S22 · t | B1 |
Sṯt 
 Setžet (Setet)
- | s | F29 | i | i | t | B1 |
Sṯjt 
 Setit
- | s | F29 | t · t | B1 |
Sṯt 
 Setžet (Setet)
- | M44 | N14 |
Stt 
Satis

## Zgodovina
Kult boginje Satet je bil prvič potrjen na vrčih, odkritih pod Stopničasto piramido v Sakari (Tretja dinastija, okoli 2670 pr. n. št.). Pojavlja se tudi v piramidnih besedilih  (Šesta dinastija, 2345-2181 pr. n. št.), v katerih umiva faraonovo telo s štirimi vrči vode iz Elefantine.
Glavno središče Satetinega kulta je bilo na Abuju (Elefantina), otoku blizu Asuana na južnem robu Egipta. Njen tempelj je stal na zgodnjem preddinastičnem mestu, ki je bilo poravnano z zvezdo Sirij. Med druga središča sta spadala Svenet (Asuan) in Setet (otok Sehel) blizu Asuana. Satet  je bila povezana predvsem z najbolj zgornjim tokom Nila, za katerega so domnevali, da izvira blizu Asuana.

## Miti
Satet je kot boginja vojne branila južno mejo Egipta z Nubijo in s svojimi ostrimi puščicami ubijala faraonove sovražnike. Kot boginja plodnosti je izpolnjevala želje tistih, ki so iskali ljubezen.
Zdi se, da so ji sprva pripisovali partnerstvo s tebanskim bogom Montujem, kasneje pa so jo  zamenjali z boginjo Heket.  Satet je postala partnerka boga Hnuma, varuha izvira Nila. S Hnumom je imela hčerko Anuket, boginjo Nila. Po Hnumu je bila v partnerstvu Rajem in je včasih namesto Hator postala Rajevo oko.
Satet je skupaj s Hnumom in Anuket tvorila Elefantinsko triado.

## Ikonografija
Satet so običajno upodabljali kot žensko v preprosti obleki brez rokavov in visoko belo krono Gornjega Egipta (hedžet) z antilopskimi rogovi. Včasih jo podobili z lokom in puščicami, ankhom ali žezlom ali vrči vode za očiščenje krivde.Upodabljali so jo tudi kot antilopo. 
Njena simbola sta bila puščica in tekoča voda.
- Satet,  Louvre, Pariz
- Faraon Sobekhotep III. moli k boginji Satet, Brooklynski muzej
- Stela z Elefantinsko triado  (Trinajsta dinastija)
- Podoba Satis iz ptolemajskega obdobja

## Vira
- Vygus, Mark (2015): Middle Egyptian Dictionary (PDF).
- Wilkinson, Richard H. (2003): Satis, The Complete Gods and Goddesses of Ancient Egypt, London: Thames & Hudson, tr. 164–166, ISBN -500-05120-8.